# Ourches
Ourches (okzitanisch: Orcha) ist eine französische Gemeinde mit 286 Einwohnern (Stand: 1. Januar 2022) im Département Drôme in der Region Auvergne-Rhône-Alpes; sie gehört zum Arrondissement Valence und zum Kanton Crest.

## Geografie
Ourches liegt etwa 18 Kilometer südöstlich von Valence. Umgeben wird Ourches von den Nachbargemeinden La Baume-Cornillane im Norden, Gigors-et-Lozeron im Osten, Vaunaveys-la-Rochette im Süden, Upie im Südwesten und Westen sowie Montmeyran im Westen und Nordwesten.

## Bevölkerungsentwicklung
| Jahr                       | 1962 | 1968 | 1975 | 1982 | 1990 | 1999 | 2006 | 2013 | 2019 |
| -------------------------- | ---- | ---- | ---- | ---- | ---- | ---- | ---- | ---- | ---- |
| Einwohner                  | 115  | 103  | 92   | 73   | 145  | 215  | 204  | 235  | 267  |
| Quellen: Cassini und INSEE |      |      |      |      |      |      |      |      |      |

## Sehenswürdigkeiten

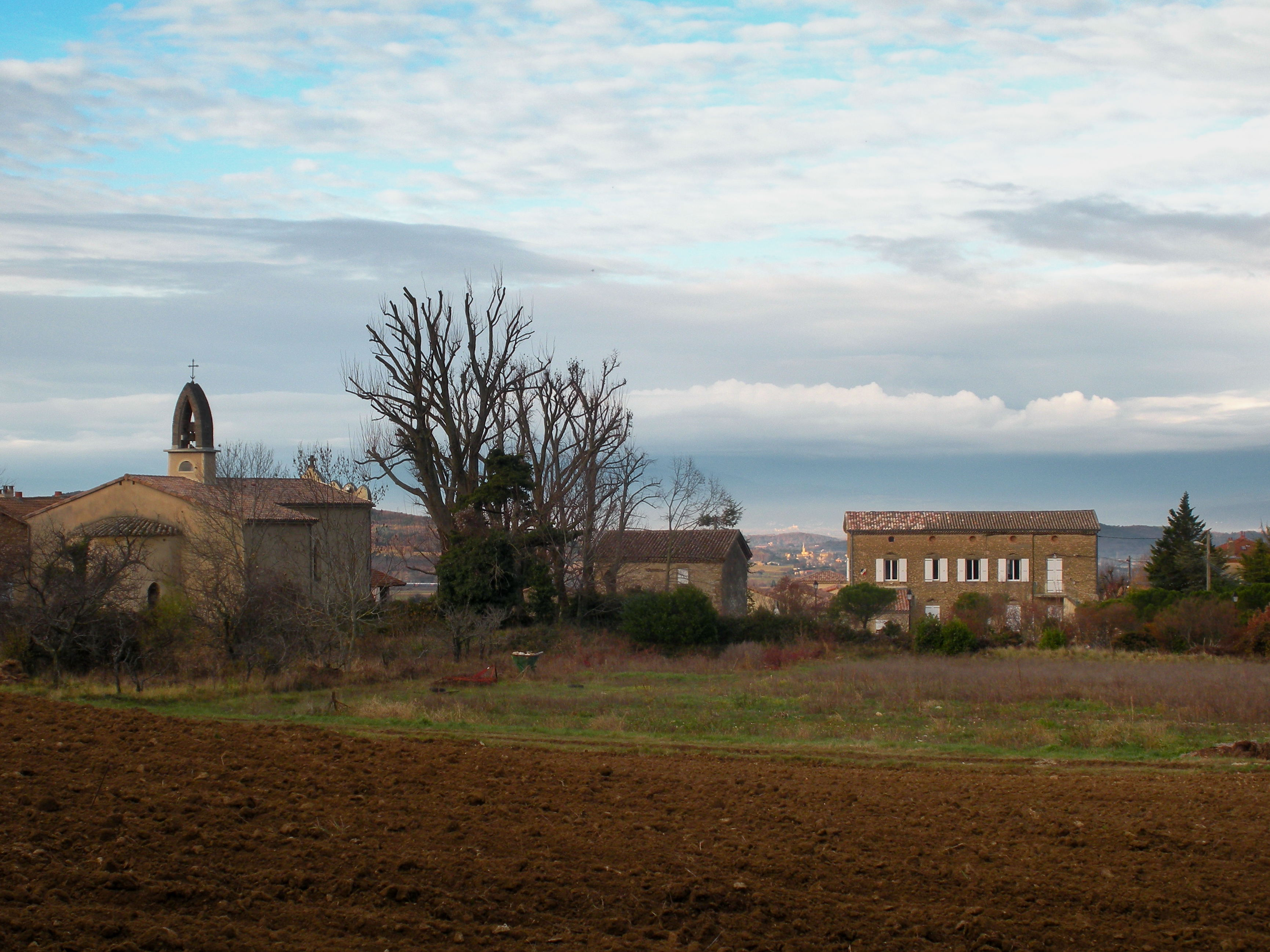
Blick auf Kirche und Rathaus

- Kirche Saint-Didier